# エヴォロイド
エヴォロイドは、コトブキヤが製造販売している対象年齢8歳以上のプラモデルシリーズである。

## 概要
本製品は低年齢の子供に作れるようにと対象年齢を8歳以上に引き下げて企画されている。メカニックデザインに大河原邦男、キャラクターデザインにときた洸一を採用し、取扱説明書や公式ホームページにコミックを連載している。

## ストーリー
ある日突然、世界中をまばゆい光が覆い、原因不明のまま人々は普通の生活を送っていたが、ある日を境に世界各地で謎の鉱物「エヴォリウム」が発見される

## 登場キャラ
ランナー・ラグロックス
通称、ラン。ジェットンのパイロット。
ユナ・ダンス
ガンクロンのパイロット。
ジョンズ・バックマン
ジャイロンのパイロット。
エミリア・セアラスロール
ライオ所長の姪。ミジェットンのパイロット。
リララ・リム
謎の少女。
EMO-039
サポートロボ。
イングリッド・リバルシド
エヴォリウムの研究者。
クライス・モンテロー
研究開発助手。
ライオ・マークレス
ユーメリア基地司令。
パラパ・ミント
ユーメリア島の子供。

## 登場メカ

### エヴォロイド
乗り物から人型に変形するエヴォリウムをコアとする自律型のロボット。
EVR-01A ジェットン
ジェット戦闘機から変形するエヴォロイド。手持ち武器は銃剣。パイロットはランナー・ラグロックス。
EVV-GC1 ガンクロン
戦車から変形するエヴォロイド。手持ち武器はキャノン砲。パイロットはユナ・ダンス。
EVG-R01 ジャイロン
攻撃ヘリから変形するエヴォロイド。手持ち武器は四連装のロケットポッド。パイロットはジョンズ・バックマン。
EVR-M01 ミジェットン
ジェット戦闘機から変形するエヴォロイド。手持ち武器は銃剣。パイロットはエミリア・セアラスロール。

### エヴォビースト
動物から人型変形するエヴォリウムをコアとする自律型のロボット。
E-REX-S1 E-レックス
ティラノサウルスから変形するエヴォロイド。通称、キング。手持ち武器は斧。
F-GAO-G1 ファンガオ（皇吼）
ライオンから変形するエヴォロイド。手持ち武器は鞭。
S-GER-06 スカイグル
ワシから変形するエヴォロイド。手持ち武器はボウガン。
C-REX-11 C-レックス
ティラノサウルスから変形するエヴォロイド。手持ち武器は斧。

### その他
プログレスゴッド
ジェット戦闘機から変形するロボット。手持ち武器はハルバード。